# 北京吉普
北京吉普汽车有限公司（英語：Beijing Jeep Corporation，简称 BJC ）是中国第一家中外合资的汽车公司，也是北京市曾经辉煌一时的汽车制造商。

## 历史
1983年5月5日，北京汽车制造厂与当时美国第四大汽车厂美国汽车公司（AMC）在人民大会堂签约，由双方合资成立北京吉普汽车有限公司。中方以生产“北京212”越野车而著称。该公司成为中华人民共和国第一家合资汽车制造企业，由北京汽车和美国吉普公司合资组建，生产吉普切诺基越野车。
1988年北京吉普汽车有限公司还对212吉普车进行了技术升级，生产出北京2020吉普。在吉普的母公司克莱斯勒与戴姆勒合并后，该公司被分拆。生产合资品牌的部分开始生产梅赛德斯汽车，改名为北京奔驰-戴姆勒·克莱斯勒汽车有限公司（2007年，伴随其总公司戴姆勒-克莱斯勒分家而改为北京奔驰汽车有限公司）；生产自主品牌的部分则合并入北京汽车制造厂有限公司。
从2006年开始，北京奔驰赞助中国网球公开赛，是中网的唯一首席赞助商。

## 产品

### BJC时期
- 北京吉普BJ212
1964–1986
北京吉普BJ121
1980–1986
北京吉普BJ222
1980–1986
- 北京吉普BJ2021
1985–2005
北京吉普BJ2026
1985–2005
北京吉普BJ7250
1998–2005

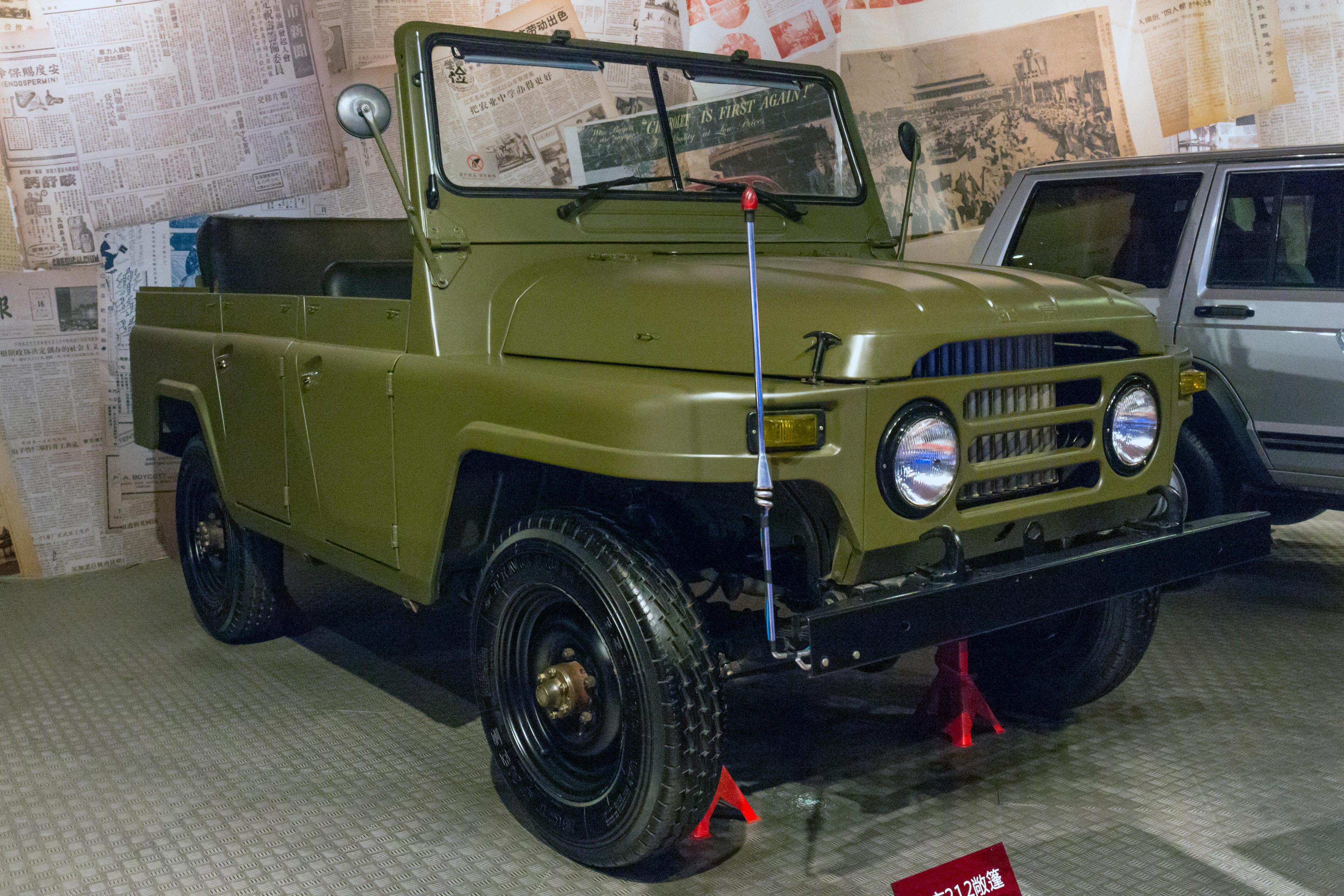
北京2020吉普 1986–2005 北京吉普BJ2032 1985–2005
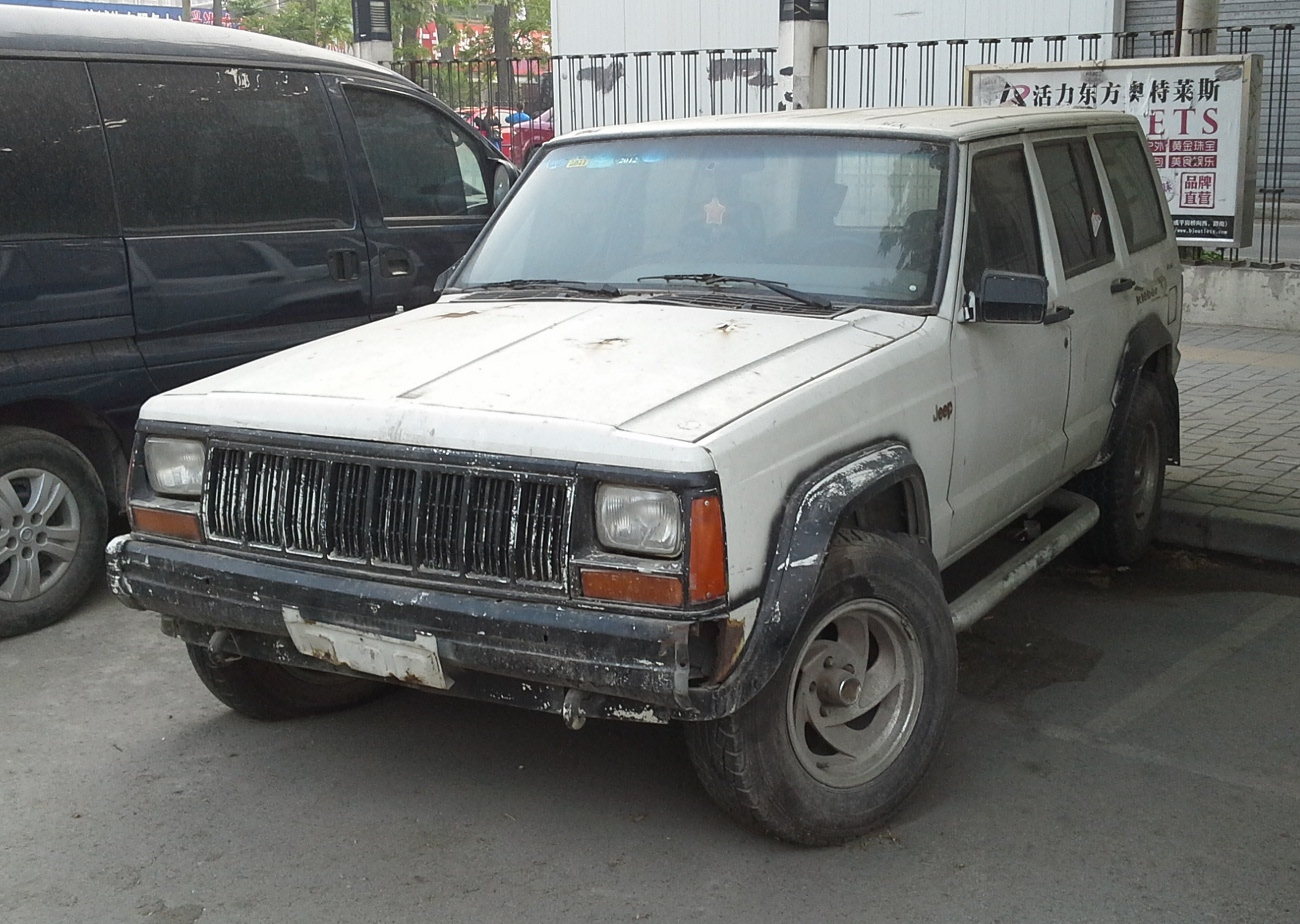
北京吉普BJ2024 1987–2001
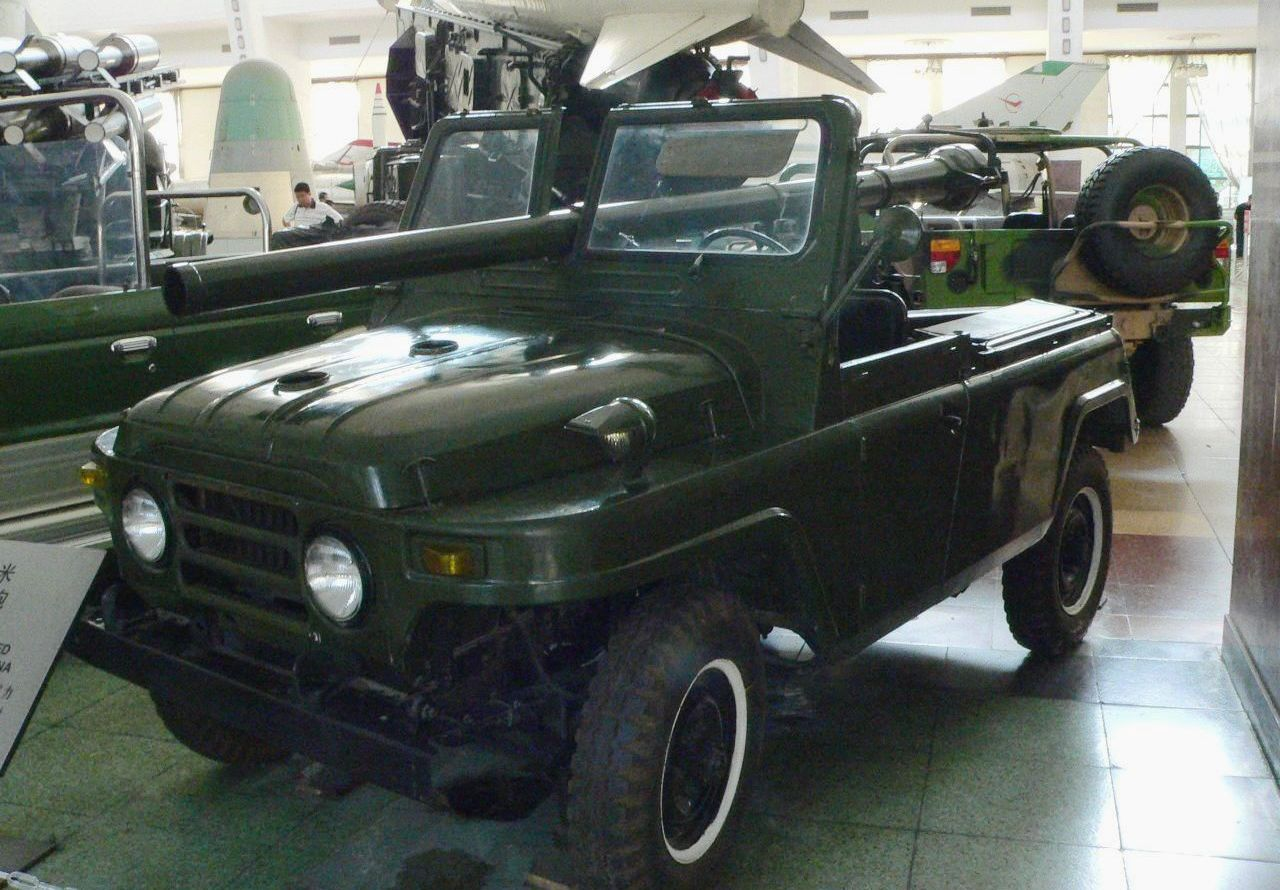
北京吉普BJ2023 1997–2005
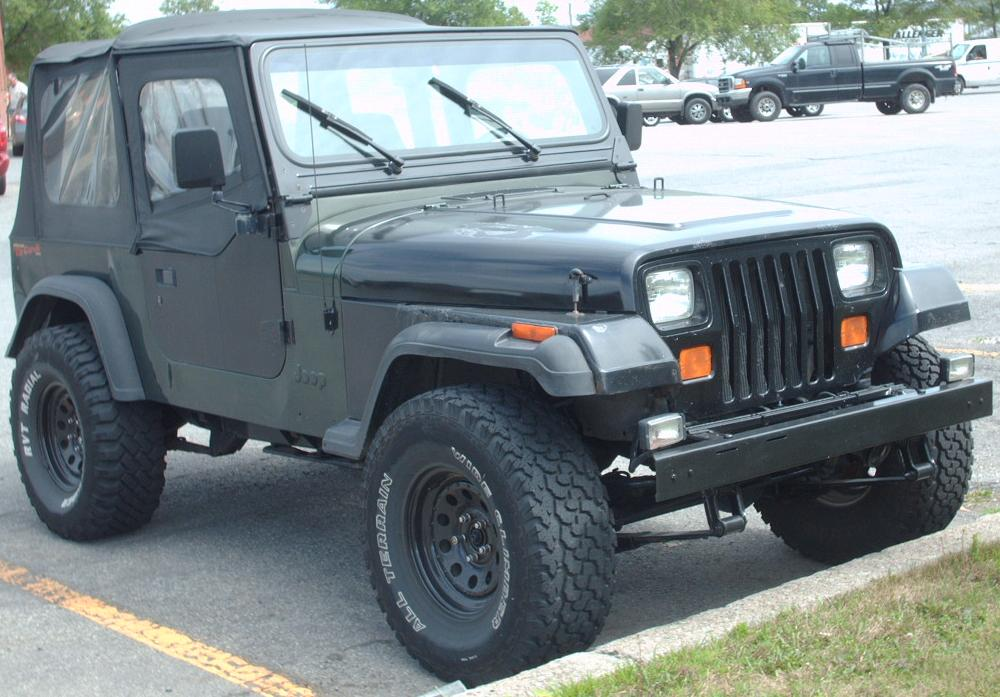
北京吉普BJ2S 2000-2005
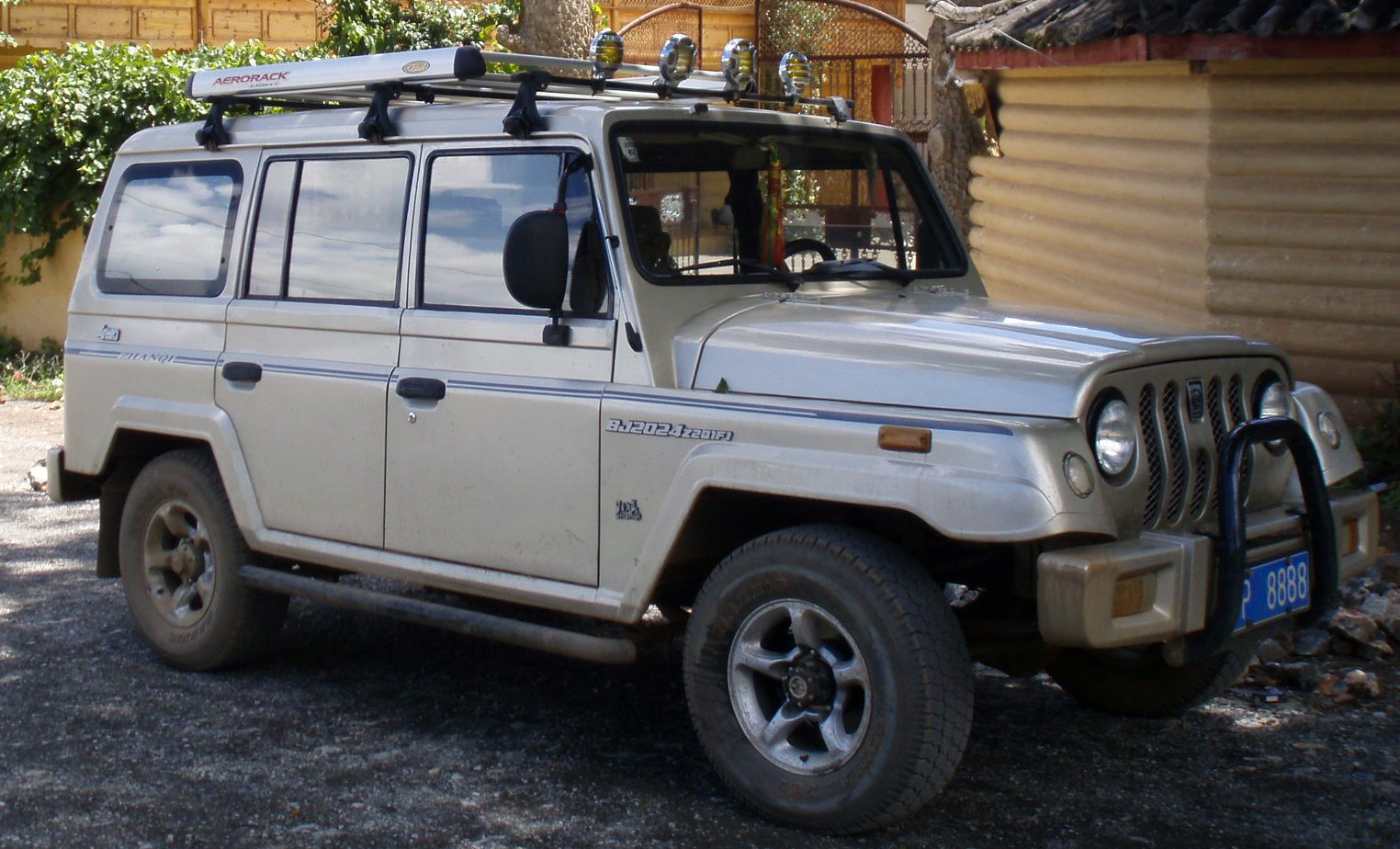
吉普2500 2002–2005
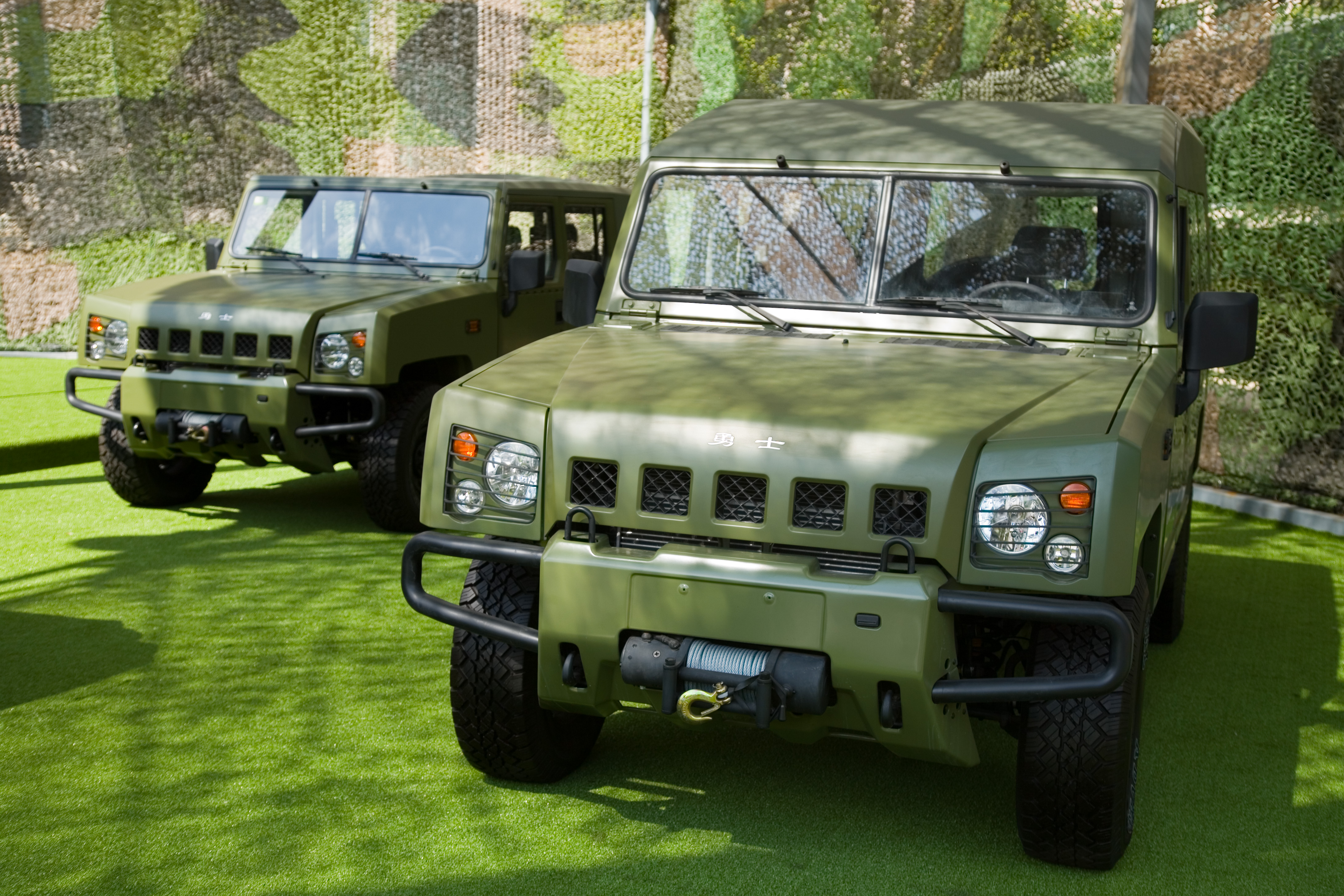
北京吉普BJ2S 2000-2005
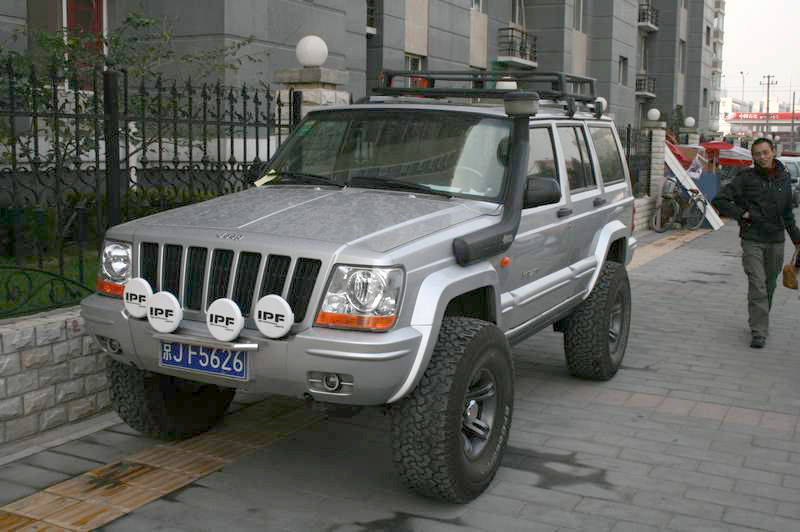
吉普4000 2002–2005
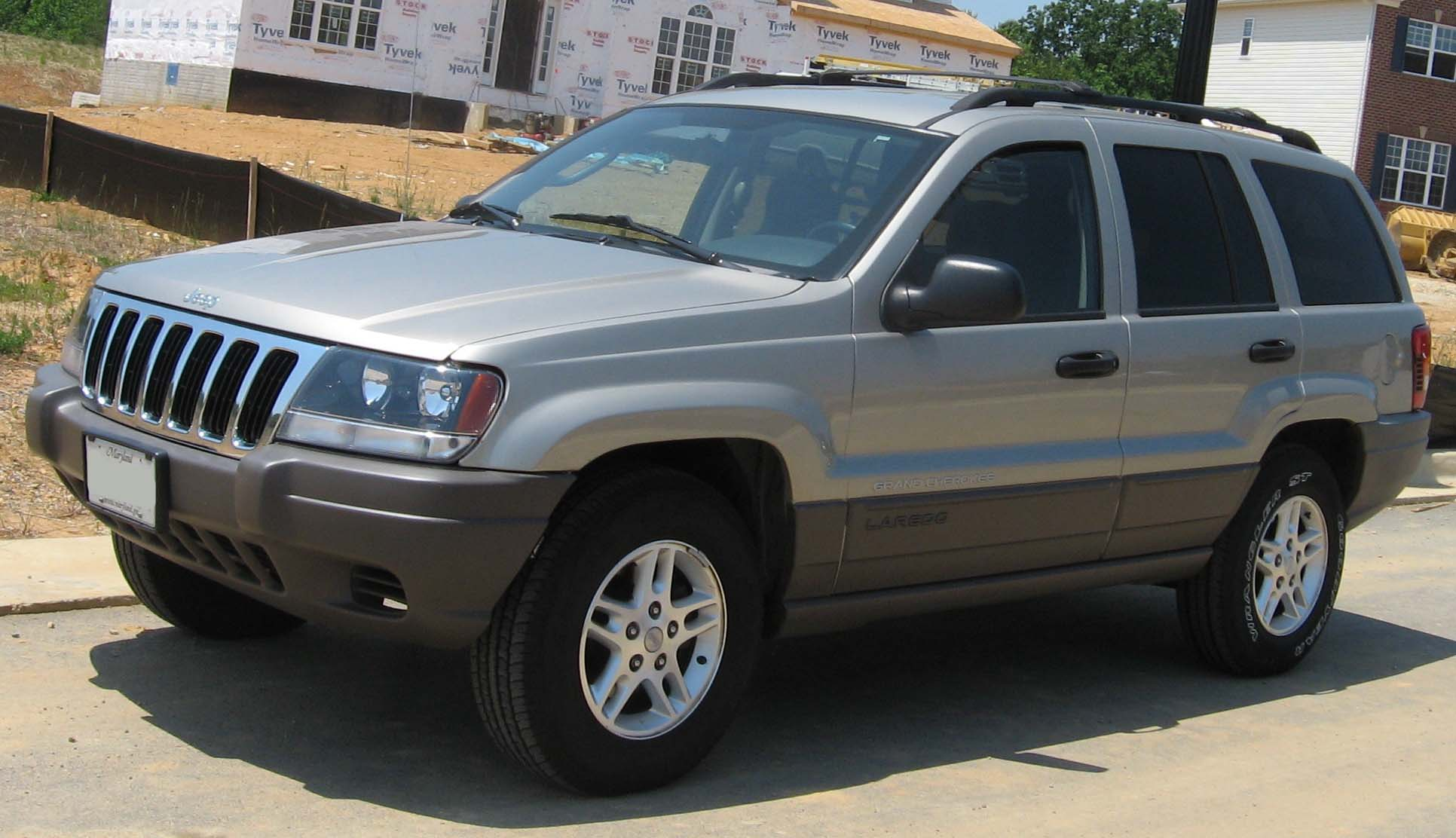
吉普4000 2002–2005 吉普4700 2002–2005
吉普4700
2002–2005

### 戴姆勒·克莱斯勒时期

北京吉普勇士BJ 2020
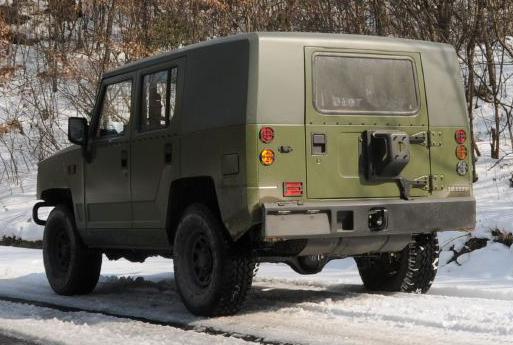
北京吉普勇士军用越野车侧后